# David Payne (homme politique)
Pour les articles homonymes, voir Payne et David Payne.
David Payne, né à Middlesbrough, Angleterre, le 12 janvier 1944, est un homme politique québécois. Il est député du Parti québécois dans la circonscription de Vachon à l'Assemblée nationale du Québec de 1981 à 1985 et de 1994 à 2003. 

## Biographie

### Jeunesse et formation
Ayant des racines irlandaises, Payne est originaire de Middlesbrough en Angleterre. Il est diplômé en philosophie et en sociologie à l'Université grégorienne de Rome et à l'Université de Louvain. Il a un doctorat en science politique. 
Arrivé au Canada, il préside le centre pour immigrants de Montréal dans les années 1970, puis enseigne au Collège Vanier. Après avoir travaillé dans le privé dans les années 1980, Payne devient un haut fonctionnaire québécois au début des années 1990.
Il est secrétaire particulier au Conseil exécutif et chef de cabinet adjoint au ministre d'État au Développement culturel et au ministre de l'Éducation de 1976 à 1981. Il est également coordonnateur et président du rapport d'enquête sur le statut socio-économique de la région de la Basse-Côte-Nord en 1979.
Il se dirige vers les relations internationales dans les années 1980 en devenant directeur du développement international du Groupe CGI en 1986 et en 1987, puis vice-président aux affaires internationales de Multiscript International en 1988. 

### Carrière politique
Il est élu dans Vachon en 1981, mais il est défait en 1985 et en 1989. Les électeurs le réélisent en 1994 et 1998. Il est le seul représentant de la communauté anglophone du Québec au Parti québécois, et pour cette raison, il est fréquemment sollicité dans les médias de langue anglaise.
Il a notamment été vice-président de l'Association des parlementaires du Commonwealth, ainsi qu'adjoint parlementaire au premier ministre Lucien Bouchard. Il est président de la Commission de la culture de décembre 1994 à mars 1996.

### Vie après la politique
Payne prend sa retraite en 2003 pour devenir conseiller économique du Québec à Shanghai pendant un an. Il aide Camil Bouchard à être élu dans Vachon.
Il est ensuite directeur et conseiller expert pour le National Democratic Institude (Washington), l'ONU, l'United States Agency for International Development (USAID), le Programme des Nations Unies pour le développement (PNUD), la Banque mondiale, et la Banque asiatique de développement dans les pays suivants : Kosovo, Ukraine, Iraq, Afghanistan, Haïti, Arménie, Somalie et Côte d'Ivoire. 
Au moment du séisme de 2010 à Haïti, il se trouve à Port-au-Prince en tant que directeur du Projet d'appui au parlement haïtien. Il coordonne l'Opération recherche et sauvetage (Search and Rescue). Il sortira des corps du Palais national et organisera la reprise des travaux parlementaires, 4 jours après le séisme. 

## Publications
Il est l'auteur de Autant de façons d'être Québécois en 1976 et de La Basse Côte-Nord: perspectives et développement en 1979.

## Distinctions et prix
Il est nommé Personnalité de l'année 2010 La Presse/Radio-Canada avec trois autres travailleurs humanitaires le 16 janvier 2011,. Il est également Personnalité de la semaine en février 2010.
Il est récipiendaire du Prix du Cérium de l'Université de Montréal en 2011. 
Il reçoit le prix Charles-Hindenlang en 2017.

## Citation
- « Moi, comme anglophone, je refuse d'être intimidé par ceux qui voudraient nous faire croire, un peu comme ceux qui voient des ovnis, d'être intimidé par le fait qu'ils vont venir pour nous écraser, qu'il y a un ovni qui va arriver de n'importe quelle planète, que c'est la fin du monde. Non. Ce n'est pas comme ça que ça fonctionne. »